# José Antonio Fúster
José Antonio Fúster Lamelas (Santander, 1968) es un periodista y político español que ejerce como portavoz nacional de Vox y su presidente provincial en Madrid. Es diputado en la Asamblea de Madrid desde 2023.

## Biografía
Nació en Santander en 1968. Se formó como periodista en el diario ABC, y continuó su trayectoria profesional en los comienzos del diario La Razón y en el diario digital La Gaceta de los Negocios. También ha sido colaborador habitual de los canales de televisión Trece y El Toro TV, así como en las emisoras de radio Onda Cero y Radio Intereconomía.
Su llegada a la política se produjo tras las elecciones autónomicas de 2023, en las que fue elegido diputado en la Asamblea de Madrid. Al año siguiente asumió los cargos de portavoz nacional de Vox (marzo de 2024) y presidente de Vox en la Comunidad de Madrid (octubre de 2024).
Es socio del Club Atlético de Madrid y miembro voluntario de la Orden de Malta.